# Отношения Столыпина с Распутиным

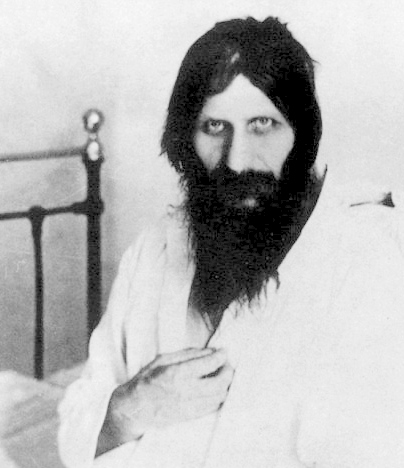
Григорий Распутин

Тема «Столыпин — Распутин» не слишком обширна: премьер-министр не любил «нашего друга» и всячески его избегал.
В «Воспоминаниях» дочери Столыпина Марии Бок приводится информация, которая показывает источник влияния Распутина на царскую семью, а также характеризует последнего императора Российской империи Николая II безвольным и слабым человеком. М. П. Бок пишет, что, когда она завела разговор с отцом о Распутине, который в те годы ещё не достиг апогея своего влияния, Пётр Аркадьевич поморщился и сказал с печалью в голосе, что ничего сделать нельзя. Столыпин неоднократно заводил разговор с Николаем II о недопустимости нахождения в ближайшем окружении императора полуграмотного мужика с весьма сомнительной репутацией. На это Николай ответил дословно: «Я с вами согласен, Пётр Аркадьевич, но пусть будет лучше десять Распутиных, чем одна истерика императрицы»:332.
Интерес Столыпина к полуграмотному крестьянину из Тобольской губернии был обусловлен несколькими факторами. Газетные статьи о мужике во дворце подрывали престиж Царской семьи, плодили опасные слухи. Вмешательство «отца Григория» в политику было невыносимо для Столыпина, тем более что связь с Распутиным установил один из самых влиятельных и опасных оппонентов Петра Аркадьевича С. Витте. Да и сам премьер подвергался унижениям. Как писала А. Богданович: «Недели три назад приехал с докладом Столыпин и прождал полчаса… потому что царь находился у жены, у которой в спальне сидел этот блажка».
В октябре 1910 года он приказал департаменту полиции установить за Распутиным наружное наблюдение. Однако продлилось оно всего несколько дней, так как по личному указу царя было вскоре снято.
В начале 1911 года настойчивый премьер представил монарху обширный доклад о Распутине, составленный на основании следственных материалов Синода. После этого Николай II предложил главе правительства встретиться со «старцем», чтобы развеять негативное впечатление, сделанное на основании собранных документов. При встрече Распутин пытался гипнотизировать своего собеседника:

Он бегал по мне своими белесоватыми глазами, — рассказывал Столыпин, — произносил какие-то загадочные и бесполезные изречения из Священного Писания, как-то необычно водил руками, и я чувствовал, что во мне пробуждается непреодолимое отвращение к этой гадине, сидящей напротив меня. Но я понимал, что в этом человеке большая сила гипноза и что она производит какое-то довольно сильное, правда, отталкивающее, но всё же моральное влияние. Преодолев себя, я прикрикнул на него и, сказав ему прямо, что на основании документальных данных он у меня в руках и я могу его раздавить в пух и прах, предав суду по всей строгости законов о сектантах, ввиду чего резко приказал ему немедленно, безотлагательно и, при том добровольно, покинуть Петербург и вернуться в своё село и больше не появляться:193

После этого разговора Распутин отправился паломником в Иерусалим. Он вновь появился в Петербурге лишь после смерти Столыпина.
После убийства Столыпина начали распространяться слухи о том, что Распутин прямо предсказывал скорую гибель премьера. Илиодор в своей книге «Святой чёрт» цитирует будто бы слова Распутина: «Ведь я за семь дней предсказал смерть Столыпина». В связи с этим возникли слухи о том, что Распутин как-то связан с убийством Столыпина. Достоверность этого утверждения проверить не представляется возможным. Тем не менее, можно считать, что гибель Столыпина была Распутину выгодна.